# Regio Basiliensis
La Regio Basiliensis est une association basée à Bâle en Suisse. Elle est la partenaire suisse de la coopération du Rhin supérieur et le centre de compétences pour promouvoir la coopération transfrontalière dans le Rhin supérieur. Elle est ainsi au service de la politique, des autorités, de l’économie, de la science, des organisations et des citoyens. 
Fondée en 1963, la Regio Basiliensis est d’une part une association soutenue aujourd’hui par environ 400 membres. D’autre part, en tant que centre de coordination intercantonal (IKRB) des cantons du nord-ouest de la Suisse (d’Argovie, de Bâle-Campagne, de Bâle-Ville, du Jura et du canton de Soleure), elle remplit également des fonctions étatiques au sens de la petite politique étrangère et, à ce titre, coordonne et représente les intérêts du nord-ouest de la Suisse dans le domaine de la coopération transfrontalière avec la France et l’Allemagne.

## Histoire
La coopération transfrontalière dans la région franco-germano-suisse du Rhin supérieur, qui se pratique aujourd’hui avec une certaine évidence, a été mise en place il y a plus de 60 ans. L’influence et l’expertise que la Regio Basiliensis a réussi à acquérir au cours des premières années dans son domaine d’activité lui ont assuré le mandat de coordination de l’aménagement du territoire des cantons de Bâle-Ville et de Bâle-Campagne avec les pays voisins (traité d’Etat de 1969). C’est ainsi que fut fondé en 1970 le Bureau international de coordination de la Regio (IKS), précurseur du service de coordination intercantonal auprès de la Regio Basiliensis (IKRB) d’aujourd’hui. 
Le groupe de travail de la Regio Basiliensis a toutefois eu dès le début l’ambition d’étendre la coopération transfrontalière au-delà de la planification régionale uniquement. Au cours des premières décennies, la Regio Basiliensis a surtout joué un rôle initiateur. En effet, dès les années 1970, l’idée d’un Regio-S-Bahn transfrontalier a été lancée. Avec la création de la « Conférence Tripartite » en 1970, qui deviendra en 1991 la Conférence franco-germano-suisse du Rhin supérieur, la région s’est dotée pour la première fois d’un instrument de coordination trinational au niveau politique. La coopération transfrontalière s’est donc ouverte à d’autres thèmes. À la suite de l'institutionnalisation progressive de la coopération transfrontalière à partir de 1979, l’association et le bureau de coordination ont assumé de plus en plus de tâches de coordination et la représentation de la délégation suisse dans les différents comités trinationaux. La mise en place du programme Interreg de l’Union européenne dans le Rhin supérieur dans les années 1990 a constitué une étape importante.
Pendant longtemps, la coopération transfrontalière du Rhin supérieur a été exclusivement assurée par les cantons de Bâle-Campagne et de Bâle-Ville, jusqu’à ce que, dans les années 1990, les cantons d’Argovie, du Jura et de Soleure s’engagent également dans les organes et structures transfrontaliers. Depuis 2003, les cinq cantons de la Suisse du Nord-Ouest sont responsables de l’IKRB.
Aujourd’hui, l’association et la IKRB sont prises en charge par quelque 250 membres individuels et jeunes ainsi que par environ 150 membres collectifs, et par les contributions des cinq cantons du nord-ouest de la Suisse et de la Confédération suisse. Depuis sa création en 1963, la Regio Basiliensis a fortement influencé la coopération régionale dans le Rhin supérieur et a apporté une contribution essentielle à la plupart des réalisations trinationales dans la région du Rhin supérieur.

## Tâches
La coopération dans la région du Rhin supérieur et l'engagement de la Regio Basiliensis sont organisés à plusieurs niveaux d'action. L'objectif est d'organiser le développement et la mise en œuvre de la politique de manière à ce que les thèmes et les champs d'action transfrontaliers des différents secteurs et acteurs de différents niveaux et domaines soient pris en compte.
Les tâches de la Regio Basiliensis et de l’IKRB se concentrent sur l’information, la promotion et le lobbying.

### Les tâches de l’association
L’association est : 
- Plateforme citoyenne : mesures d’information, de promotion et de lobbying concernant la coopération transfrontalière dans l’intérêt de la population (la liste des questions d‘actualité trinationale).
- Plateforme européenne : mise à disposition d'informations pour la population et les milieux intéressés sur les relations Suisse-UE et leurs répercussions sur la Suisse du Nord-Ouest et la région du Rhin supérieur.
- Plateforme de services : permettre un accès à des services et des programmes de soutien transfrontaliers aux acteurs de l’économie, de la science et de la société civile, et les conseiller sur les projets de coopération réussis.

A côté de son appartenance active à l’Association des régions frontalières européennes (ARFE) ainsi qu’à d’autres organisations régionales européennes, la Regio Basiliensis a participé et participe également au niveau européen à de nombreuses démarches visant à renforcer les régions d’Europe et la coopération transfrontalière.

### Missions de l’IKRB[7]: participation suisse aux organismes de coopération
Depuis 1970, la Regio Basiliensis remplit, en tant que bureau détaché pour les cantons de Bâle-Campagne et de Bâle-Ville des fonctions étatiques dans le sens de la petite politique extérieure, pour le canton d’Argovie depuis 1996 et pour les cantons du Jura et de Soleure depuis 2003. Dans cette fonction, elle agit sur l’ensemble du territoire de la coopération officielle du Rhin supérieur qui s’étend de la Suisse du Nord-Ouest au Sud du Palatinat. Les partenaires sont des collectivités territoriales et des représentations de l’État au niveau régional. Avec l'IKRB, la Regio Basiliensis remplit la majorité de ses tâches. Cela comprend la coordination de la participation suisse au programme de promotion Interreg Rhin supérieur ainsi que la collaboration dans divers organismes de coopération transfrontalière comme la Région Métropolitaine Trinationale du Rhin supérieur, la Conférence franco-germano-suisse du Rhin supérieur (CRS) l'Eurodistrict Trinational de Bâle (ETB) ou l'INFOBEST Palmrain. L’IKRB est une plateforme de services et de conseils. Elle informe sur les objectifs, les instances, les partenaires et les résultats de la coopération transfrontalière et des cantons et transmet les informations correspondantes,. La Conférence des Gouvernements de la Suisse du Nord-Ouest (CGNO) constitue le cadre normatif des activités de l’IKRB.

## Coopération territoriale européenne (Interreg) et Nouvelle politique régionale (NPR) de la Confédération
Dans le cadre de la Coopération territoriale européenne (CTE) de l’Union européenne (UE) et de la Nouvelle politique régionale (NPR) de la Confédération suisse, la Regio Basiliensis/IKRB fonctionne comme centre de coordination régional des cantons du nord-ouest de la Suisse et de la Confédération.
Les cantons d’Argovie, de Bâle-Campagne, de Bâle-Ville, du Jura et de Soleure ont reconnu très tôt la grande importance des programmes de soutien européens pour la coopération transfrontalière et européenne : Ils participent aux programmes locaux depuis la première période de financement en 1990. Dans l’actuelle sixième période de financement 2021–2027, les cantons du nord-ouest de la Suisse participent à six programmes :
- Interreg Rhin supérieur[13]
- Interreg Europe du Nord-Ouest[14]
- INTERREG Espace alpin[15]
- Interreg Europe[16]
- URBACT[17]
- ESPON[18]

Pour la Suisse du Nord-Ouest, le programme Interreg Rhin supérieur représente le programme le plus important. Jusqu’à la juillet 2025, environ 250 projets de coopération avec participation suisse ont été réalisés dans le Rhin supérieur depuis 1990. Entre 1995 et juillet 2025, des fonds fédéraux d’un montant d’environ 29,11 millions de francs suisses ont pu être engagés dans des projets de coopération transfrontalière et européenne dans le nord-ouest de la Suisse,. Ceux-ci couvrent de nombreux domaines différents, du développement territorial et des transports à la jeunesse et à la culture, en passant par l’économie et la formation. Les projets avec participation suisse peuvent être consultés dans la base de données des projets sur le site Internet de la Regio Basiliensis. Le fait que la Confédération participe aux programmes depuis 1995 et soutienne des projets de coopération dans ce cadre est essentiellement le résultat de l’initiative de la Regio Basiliensis/IKRB. Depuis 2008, la participation fédérale se fait dans le cadre de la Nouvelle politique régionale (NPR). L’objectif de la NPR est de renforcer l’innovation, l’esprit d’entreprise, la création de valeur et la compétitivité des régions. La Confédération soutient ainsi exclusivement des projets Interreg qui contribuent aux objectifs de la NPR.

## Organisation
L’association et l'IKRB forment ensemble une unité opérationnelle. Le budget annuel total s’élève actuellement à 1,5 million de francs suisses (2024). Regio Basiliensis est une association régie par le Code civil suisse, soutenue aujourd’hui par environ 250 membres individuels et jeunes, ainsi que par environ 150 membres collectifs. Les organes de l’association que sont l’assemblée générale, le comité directeur et le groupe d’accompagnement constituent des instruments de pilotage centraux pour l’association Regio Basiliensis. En tant qu’organe exécutif suprême, le comité directeur représente Regio Basiliensis à l’extérieur et se compose de représentants de l’économie, des sciences, des autorités et de la politique. Le groupe d’accompagnement, qui fonctionne de manière consultative, est composé de représentants de la politique, de l’administration, de l’économie, de la science et de la société civile et apporte, par l’intermédiaire de son/sa président(e), des propositions au comité directeur. L’association est en outre la collectivité d’emploi pour les collaborateurs suisses dans les « antennes » du Secrétariat de la Conférence franco-germano-suisse du Rhin supérieur à Kehl et de l’INFOBEST Palmrain à Village-Neuf (F), cofinancées par les cantons signataires.
Le service de coordination intercantonal auprès de la Regio Basiliensis (IKRB) est intégré dans la Conférence des gouvernements de la Suisse du Nord-Ouest (NWRK) et ses structures.